# Підгір'я (Бродівська міська громада)
Підгі́р'я (до 1946 року — Волохи) — село в Україні, у Бродівській міській громаді Золочівського району Львівської області. Населення складає 444 особи. До 2020 року орган місцевого самоврядування — Пониквянська сільська рада.

## Географія
Село Підгір'я розташоване за 98 км від обласного центру та 31 км від районного центру, на березі річки Стир. Найближча залізнична станція Броди (за 14 км).

## Історія
З 17 січня 1940 року село перебувало у складі Бродівського району Львівської області.
12 червня 2020 року, відповідно до розпорядження Кабінету Міністрів України № 718-р «Про визначення адміністративних центрів та затвердження територій територіальних громад Львівської області», село увійшло до складу Бродівської міської громади.
19 липня 2020 року, в результаті адміністративно-територіальної реформи та ліквідації Бродівського району, село увійшло до складу новоствореного Золочівського району.
25 жовтня 2020 року, в ході децентралізації, Пониквянська сільська рада об'єднана з Бродівською міською громадою Золочівського району.

## Відомі особистості
- Едвард Рубіш-Ляріш (Лярішенко) — австро-угорський та український військовий діяч, ад'ютант Вільгельма Габсбурга.